# Echoes of the Forgotten
Echoes of the Forgotten er debutalbummet fra den amerikanske akustisk folk/ambient-kunstner Bosse. Albummet blev udgivet i 2008 af Those Opposed Records, og er samtidig første del af en samling som pladeselskabet udgiver, kaldet Desolation Propaganda. Albummet blev udgivet som både almindelig cd og som begrænset digipak i A5-format i 100 eksemplarer.

## Spor
1. "I" – 3:06
2. "II" – 6:34
3. "III" – 4:34
4. "IV" – 5:08
5. "V" – 4:37
6. "VI" – 9:10

## Fodnoter
1. ↑  Orange